# Cumella radui
Cumella radui är en kräftdjursart som beskrevs av Petrescu och Thomas M. Iliffe 1992. Cumella radui ingår i släktet Cumella och familjen Nannastacidae. Inga underarter finns listade i Catalogue of Life.